# التكية المولوية (القاهرة)
التكية المولوية تقع بشارع السيوفية في حي الحلمية بمدينة القاهرة القديمة. يعود تاريخ إنشاء التكية إلى العصر العثماني، وكانت تستخدم ملجأ لمن لا عائل لهم ولا يقدرون على الكسب كالأرامل من النساء وكبار السن، بالإضافة إلى الفقراء وعابري السبيل. ومع انتشار الطريقة المولوية اتخذ أتباعها التكية مكانا للذكر وغيره من الممارسات الصوفية المرتبطة بهم.

## الوصف
تجمع واجهة التكية ما بين الطرازين العثماني والمملوكي. وهو من حيث غرفه، يضم ثلاث قاعات: الأولى يطلق عليها مسمى «قاعة السمع خانة» أو «مسرح الدراويش»، والثانية هي مدرسة سنقر السعدي، أما الثالثة فعبارة عن أثر يطلق عليه «أثر يشبك».

### السمع خانة أو مسرح الدراويش

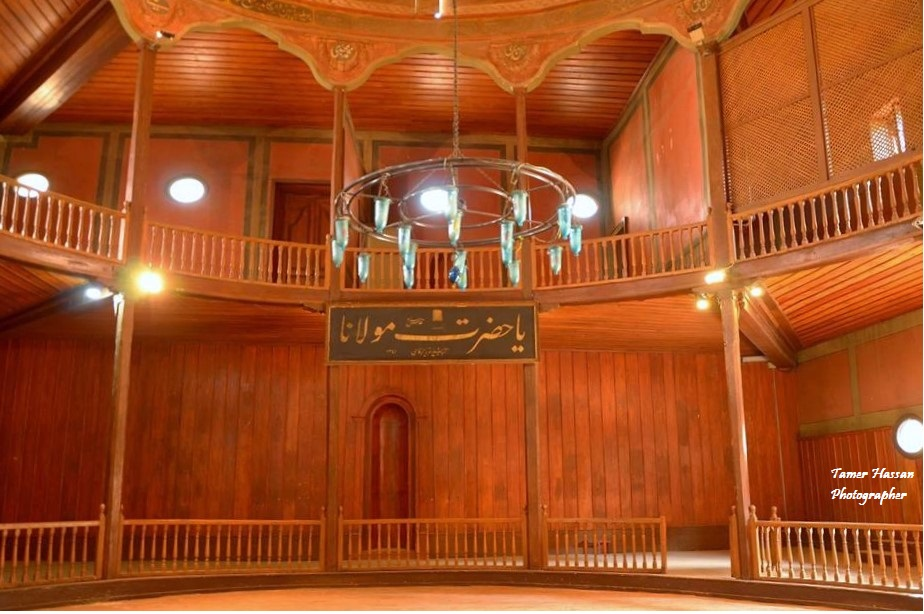
التكية المولوية - السمع خانة

الأولى يطلق عليها مسمى «قاعة السمع خانة» أو «مسرح الدراويش»، وهو مخصص لأذكار المولويين، ويتكون من منصة خشبية مستديرة تتوسطها دائرة بلون مغاير للون المنصة ويحيط بها «درابزين خشبي» له بابان لدخول الدراويش وخروجهم قبل وبعد تأديتهم الذكر المولوي، وأما الطابق الثاني منه فهو عبارة عن سلم خشبي يؤدي إلى مساحات غير منتظمة جرى تخصصيها لجلوس الجمهور والمشاهدين، ومنها مكان مخصص للنساء يغلق عليه باب خشبي، ويحجبه عن الجمهور حجاب من الأخشاب المشكلة بطريقة التقاطع.
وتتوسّط المسرح من السقف قبة تعتبر من أهم العلامات المميزة للتكية، فهي مقامة على اثني عشر عمودا خشبيا يحوي كل واحد منها اسما من أسماء الأئمة الإثني عشر عند الشيعة المسلمين، وتليها مناطق مستطيلة تضم كتابات تراكمية بحروف عربية. أما باطن القبة فقد زخرف بمناظر طبيعية عبارة عن عمائر وأعلام تركية وزخارف نباتية وعدة رسوم معبرة عن الفلسفة الصوفية التي تقوم عليها الطريقة المولوية، وكذلك هناك دوائر ترمز إلى الأيام الستة التي خلق الله فيها الكون وأخرى ترمز إلى الزمن الإلهي المطلق، إلى جانب الطيور المحلقة في السماء وهي ترمز إلى تحرر النفوس من المادة وقيودها والانطلاق إلى السماء.
ثم في الجنوب الشرقي من قبة «السمع خانة»، تقع حجرات التكية التي تنقسم بدورها إلى جزءين رئيسيين، الأول مكون من طابقين، يحتوي الطابق الأرضي منهما على ثماني غرف مربعة ذات أسقف خشبية، ويضم الطابق الثاني أيضا ثماني غرف شبه مربعة مختلفة من حيث المساحات والأغراض.

### مدرسة سنقر السعدي
القسم الثاني هو مدرسة سنقر السعدي، وهذه المدرسة التي تربط بها صفحات عديدة من التاريخ المولوي، أنشاها شمس الدين سنقر السعدي، نقيب المماليك السلطانية في عام 721هـ (1321م)، كما هو مُسجل بالشريط الكتابي الموجود في قبة المدفن الموجود في المكان.
ولدى النظر في أنحاء المدرسة يلفت الزائر في وسطها الصحن المكشوف الذي لم يتبق منه سوى فسقية مياه (أي نافورة). وعلى جانبي الصحن من الجهة الشمالية الشرقية والجنوبية الغربية توجد بقايا غرف مربعة صغيرة يعتقد أنها كانت مخصصة لإقامة الأرامل والمطلقات، بالإضافة إلى أربعة إيوانات، من أبرزها الإيوان الشمالي الغربي المنفتح على الصحن والمشيد على الطراز العثماني، وفي أرضية هذا الإيوان توجد تركيبة خشبية لآخر مشايخ المولوية وهو الشيخ محمد غالب درة المتوفى 1334هـ (1915م).